# Konrad Fischer (Landrat)
Konrad Fischer (* 15. Juni 1895 in Wolferode; † 18. Juni 1982 in Bernkastel-Kues) war ein deutscher Landrat und Funktionär der NSDAP.

## Leben
Konrad Fischer wurde als Sohn des Lehrers Sebastian Fischer und dessen Ehefrau Katharina Naumann geboren und studierte nach dem Abitur an der Oberrealschule Marburgim Jahre 1913 an der Philipps-Universität Marburg Medizin und Naturwissenschaften. Nach dem Ausbruch des Ersten Weltkrieges 1914 meldete er sich als Freiwilliger beim Jäger-Ersatz-Bataillon 11 in Marburg und kam später in die 84. Infanterie-Division. Nach der Entlassung aus dem Heeresdienst gehörte er zu den Mitbegründern der NSDAP-Ortsgruppe Marburg des Deutschvölkischen Schutz- und Trutzbundes, der das demokratisch-parlamentarische System der Weimarer Republik ablehnte.
1920 bestand Fischer das Staatsexamen in der Zahnmedizin, nahm in Kassel eine Assistentenstelle auf und eröffnete im Winter 1920/1921 eine Zahnarztpraxis in Sontra.  An der Georg-August-Universität Göttingen promovierte er 1922 mit dem Ergebnis „cum laude“ zum Dr. med. dent.
Zum 1. August 1928 trat er in die NSDAP ein (Mitgliedsnummer 95.916). Von 1929 an war er Mitglied des Kreisausschusses des Kreises Rotenburg und war als SA-Stabsführer am Aufbau der SA im Kreis Rotenburg beteiligt. Zum 1. November 1933 trat er in die SS ein (SS-Nummer 166.863) und wurde Stadtverordnetenvorsteher und NSDAP-Ortsgruppenleiter in Sontra. Er stieg zum Kreisamtsleiter der NSDAP für Kommunalpolitik auf und wurde Gauredner. Damit war er im Gau Hessen-Nassau-Nord dafür zuständig, bei öffentlichen Kundgebungen und Versammlungen die nationalsozialistische Weltanschauung sowie Maßnahmen der nationalsozialistischen Regierung dem deutschen Volk durch Wortbeiträge nahezubringen.
Am 28. November 1935 erhielt er den Auftrag, die Verwaltung des Kreises Hünfeld vertretungsweise zu führen und erhielt am 4. Dezember 1936 die Ernennung zum Landrat. In seine Amtszeit fällt eine Anweisung an die Städte und Gemeinden im Kreis Hünfeld bezüglich des Austritts aus dem katholischen Gesellenverein. Bereits Ende Dezember wurde er mit der vertretungsweisen Verwaltung des Kreises Kassel beauftragt und im Mai 1937 wurde ihm das Amt definitiv übertragen, das er bis zum Ende des Krieges 1945 ausübte.
In der SS stieg er bis zum Hauptsturmführer auf und war Mitarbeiter im SS-Rasse- und Siedlungsamt.
Mit Kriegsbeginn wurde ihm die kommissarische NSDAP-Kreisleitung Kassel übertragen.